# Museo della civiltà contadina (Filottrano)
Il Museo della civiltà contadina di Filottrano è stato istituito nel 1995 in alcuni locali del monastero di Santa Chiara; si tratta di una raccolta privata di oggetti tipici della civiltà agreste marchigiana, arricchita con interessanti manufatti etnografici.